# Methanobrevibacter thaueri
Methanobrevibacter thaueri es una especie de arquea metanógena, se llama después de Rolf K. Thauer.

## Descripción
Su morfología es cocobacilo con los extremos ligeramente cónicos, aproximadamente 0.5 micrómetros en ancho y 0.6-1.2 micrómetros en longitud, que ocurren en pares o en cadenas cortas. Es Gram-positivo y su paredes celulares están compuestas de pseudomureína. Es especies estrictmente anaerobia y su cepa tipo es CWT (=DSM 11995T =OCM 817T). Fue aislado por primera vez de heces de vacas.

## Otras lecturas
- Hackstein, Johannes HP, ed. (endo) symbiotic methanogenic archaea. Vol. 19. Springer, 2010.
- Schaechter, Moselio (2009). Encyclopedia of Microbiology. San Diego: Academic Press [Imprint]. ISBN 0-12-373944-6.
- Falkow, Stanley; Dworkin, Martin (2006). The prokaryotes: a handbook on the biology of bacteria. Berlin: Springer. ISBN 0-387-25493-5.
- Bignell, David Edward, Yves Roisin, and Nathan Lo, eds. Biology of termites: A modern synthesis. Springer, 2011.